# パゴクロン
パゴクロン（Pagoclone）は、睡眠薬として知られるゾピクロンと同族の、シクロピロロン族の抗不安薬である。非ベンゾジアゼピン系として知られる比較的最近になって開発された医薬品の種類のひとつであり、さらに古いベンゾジアゼピン系のグループとは化学構造がまったく異なるが、同様の作用を有する。
パゴクロンは当初は抗不安薬として開発されたが、商品化されてはいない。これは、脳のGABAA受容体に対する部分的作動薬である。ゾピクロンとは対照的に低用量にて、鎮静や健忘の作用は僅かか全くないまま、抗不安作用を生じる。このためパゴクロンは、この種の薬剤が抗不安作用を生じる原因となるGABAA受容体におけるα2/α3サブタイプ部位に結合し、またα1サブタイプへの影響が相対的に少ないため鎮静と記憶喪失作用が少ない、サブタイプ選択的薬剤である。
ブリストル大学のデビッド・ナットは、攻撃性、健忘、吐き気、協調運動障害、肝臓へのダメージのような否定的な影響を引き起こさずに、リラックスや社交性のようなアルコールの肯定的な影響を生じさせるよりよい社交薬となる可能性を示唆している。それらの作用は、すでにベンゾジアゼピン系過剰摂取の解毒に用いられているフルマゼニルの作用によって急速に元に戻せる。
ナット教授はIndevusが製薬特許を保有し、また研究に出資したパゴクロンの可能性を絶賛する研究を出版し、2006年春時点でその化合物の生産のための出資を探している。パゴクロンの長期的な安全性は評価されたことがないその重大さは未知である。パゴクロンの乱用の可能性は、同類のジアゼパムよりも、若干少ないと評価されてきたし、また相対的に弱い鎮静作用により多少は安全であると予想できるが、乱用の懸念から商業薬としてのパゴクロンの開発はありそうにない。
パゴクロンはまた、吃音者の発音を流暢さを改善する薬として試験されている。